# 御峰城
御峰城（おみねじょう）は、富山県南砺市土山にあった日本の城。土山城（どやまじょう）ともいう。城跡としては史跡未指定だが、市指定史跡「土山御坊跡」と場所が重なる。とやま城郭カードNo.49。

## 規模
富山県と石川県の県境にほど近い御峰山（標高261メートル）の頂上部から麓の平坦地にかけて築かれた山城。四方を谷に囲まれており、曲輪、土塁、北には大きな堀切が残り、西には「ゴモン」という地名と枡形虎口、堀切が確認されている。この辺りにはそれ以前に一向一揆の拠点「土山御坊」があった時期があり、両者の遺構は重複している。
御坊跡とされる平坦地は東西30メートル、南北25メートル程度であるが、その南には付近を治め、本願寺の支援者でもあった土豪、杉浦万兵衛の屋敷と伝わる「万兵衛屋敷」と呼ばれる場所があり、これは東西約70メートル、南北約60メートルの方形で、周囲には空堀を備えていた。また、当時の本願寺連枝系寺院特有の施設の名称である「オチン（御亭）」と呼ばれる場所もある。

## 歴史

### 戦国時代
- 文明年間初頭、加賀二俣本泉寺住持であった如乗（本願寺6世巧如の次男）の妻、勝如尼（本願寺5世綽如の3男周覚の娘）によって創建され、本願寺8世蓮如の四男である蓮誓が入った。なお、蓮如が杉浦万兵衛[6]宅に寄寓していた時に建てられたという説もある。土山御坊は越中瑞泉寺や越中善徳寺と共に越中一向一揆の最重要拠点として発展していく。
- 文明13年（1481年）2月、礪波郡に勢力を誇った越中福光城主石黒光義が同族の加賀守護富樫政親の要請を受けて、医王山惣海寺と組んで瑞泉寺らと戦うが敗退（田屋川原の戦い）。これを契機に礪波郡は徐々に一向一揆衆の支配下に組み込まれていく。この時土山御坊は直接的な参戦はしていないようであるが、加賀の門徒に働きかけて背後から惣海寺、福光城を攻撃させたのではないかと考えられている。
- 明応3年（1494年）、蓮誓によって礪波郡蟹谷荘高木場御坊（現・南砺市高窪）に移転。
- 永正・大永年間（1504年 - 1527年）、「土山ノ古城」に向田孫右衛門尉が家臣の稗田甚助と共に拠り、向田孫右衛門尉は一向宗に帰依したという。
- 永禄・天正年間（1558年 - 1591年）、神保氏の家臣、上田左近なる侍大将が拠って敵を防いだという。
- 天正12年（1584年）前後、佐々成政が前田利家に対する防衛拠点の一つとして御峰城を築き、稗田善助、青木孫右衛門を入れてこれを守らせた。

### 富山の役
天正13年（1585年）
しかし、その後の戦局の変化（豊臣秀吉との直接対決が不可避となり、佐々軍は兵力を集中させ敵を領内で迎え撃つ戦術へと移行した）に伴って放棄されたと思われる。（富山の役）

### 江戸時代
前田氏領となってからは再び杉浦氏が居住し、江戸時代にわたって栄えたという。
土山御坊は高木場から富山県小矢部市末友へ移転（安養寺御坊）、戦火による焼亡を経て富山県高岡市伏木古国府の地に落ち着いた（勝興寺）。前田氏の手厚い保護を受け隆盛を極め、現在に至る。

## 現在
当時あったといわれる庭園が復元されている。元々は蓮如が作ったとされているが、確証は無い。本泉寺にある庭園と同時期に作られたと言われている。碑と案内板が建てられている。